# 이 미술부에는 문제가 있다!
《이 미술부에는 문제가 있다!》(この美術部には問題がある！)는 이미기무루가 그린 일본의 만화 작품이다. 〈덴게키 마왕〉(KADOKAWA 아스키 미디어 워크스)에서 2012년 12월호부터 연재 중이다. 츠쿠모리중학교(月杜中学校)의 미술부에서 문제가 있는 부원들이 일으키는 소란스런 코미디. 약칭은 「코노비」. 2015년 10월에 애니메이션화가 발표되어, 2016년 7월부터 9월까지 방영되었다.

## 등장인물

### 미술부
우치마키 스바루 (内巻すばる)
목소리 - 코바야시 유스케

우사미 미즈키 (宇佐美みずき)
목소리 - 오자와 아리
부장
목소리 - 토네 켄타로
콜레트 씨 (コレットさん)
목소리 - 우에사카 스미레
이마리 마리아 (伊万莉まりあ)
목소리 - 토야마 나오
타치바나 유메코 (立花夢子)
목소리 - 미즈키 나나
노노카 (ののか)

## 단행본
- 이미기무루, 《이 미술부에는 문제가 있다!》 덴게키 코믹스 NEXT, 7권 간행 (2016년 9월 기준)
  1. 2013년 5월 27일 발매 ISBN 978-4-04-891645-5
  2. 2013년 11월 27일 발매 ISBN 978-4-04-866100-3
  3. 2014년 6월 26일 발매 ISBN 978-4-04-866666-4
  4. 2015년 2월 26일 발매 ISBN 978-4-04-869234-2
  5. 2015년 10월 27일 발매 ISBN 978-4-04-865349-7
  6. 2016년 6월 27일 발매 ISBN 978-4-04-892124-4
  7. 2016년 9월 27일 발매 ISBN 978-4-04-892339-2

## TV 애니메이션
2016년 7월부터 9월까지 TBS・BS-TBS・CBC・サンテレビ에서 방영되었다.

### 스태프
- 원작 - 이미기무루
- 감독 - 오이카와 케이
- 시리즈 구성·각본 - 아라카와 나루히사
- 조감독 - 이케하타 타카시
- 캐릭터 디자인 - 오오츠카 마이
- 프롭 디자인 - 후지사키 켄지
- 미술 감독 - 미네타 요시미
- 미술 설정 - 오오쿠보 슈이치, 토모노 카요코
- 색채 설계 - 이와이다 요우
- 촬영 감독 - 나카무라 유타
- 편집 - 히라키 다이스케
- 음향 감독 - 모토야마 사토시
- 음악 - 긴(吟) (BUSTED ROSE)
- 음악 제작 - 킹레코드
- 프로듀서 - 타나카 준이치로, 스토 코타로, 아사카와 테츠
- 애니메이션 프로듀서 - 요시다 케이스케
- 애니메이션 제작 - feel.
- 제작 - 코노비 제작위원회, TBS

### 주제가
오프닝 테마
노래 - 미즈키 나나

### 각화 리스트
| 화수   | 원어 부제                                                | 번역 부제                                                         | 그림 콘티                       | 연출                            | 작화감독 | 총작화감독                                                | 원작화                        |
| ------ | -------------------------------------------------------- | ----------------------------------------------------------------- | ------------------------------- | ------------------------------- | --- | --------------------------------------------------------- | ----------------------------- |
| 제1화  | 問題がある人たちさよなら内巻くん                         | 문제가 있는 사람들잘가 우치마키 군                                | 오이카와 케이 (及川啓)          | 오이카와 케이                   | 오오츠카 마이(大塚舞) | 오오츠카 마이(大塚舞)                                     | 1작품째3작품째                |
| 제2화  | 美術部部長殺人事件良い子悪い子迷子の子ラブレターパニック | 미술부 부장 살인사건착한 아이 나쁜 아이 길 잃은 아이러브레터 패닉 | 오이카와 케이 (及川啓)          | 나오야 타카시 (直谷たかし)      | 아베 토모유키(阿部智之) | 오오츠카 마이                                             | 2작품째10작품째9작품째        |
| 제3화  | さがしものはどこへいった?ショートボブ缶接キッス          | 찾는 물건은 어디로 갔나?쇼트 보브캔접 키스                        | 오이카와 케이 (及川啓)          | 히라미네 요시히로 (平峯義大)    | 이지마 케이코(井嶋けい子) 시미즈 나오키(清水直樹) 마스다 쿠니아키(枡田邦彰) 츠지가미 아야카(辻上彩華)                                                                                         | 마스다 쿠니아키                                           | 4작품째7작품째15작품째        |
| 제4화  | 美術部へようこそコレさんぽ少しずつ、ちょっとずつ         | 미술부에 어서오세요콜레 산책조금씩, 조금씩                        | 오이카와 케이 (及川啓)          | 오카무라 마사히로 (岡村正弘)    | 이카이 카즈유키(飯飼一幸) 사사키 카즈히로(佐々木一浩) 사에노리 오오츠카 마이 마스다 쿠니아키 카나이 유우코 츠지가미 아야카 사토 모토아키(佐藤元昭)                                            | 후지사키 켄지 (藤崎賢二)                                  | 8작품째14작품째12작품째       |
| 제5화  | 勘違いトレインハトと人魚とプール掃除                     | 착각 트레인비둘기와 인어와 수영장 청소                            | 타카하시 카즈야 (高橋和也)      | 나카타 마코토 (中田誠)          | 우라카미 나오키(村上直紀) 야마무라 슌료(山村俊了) 이모토 카즈아키(井元一彰) 시미즈 히로미(清水祐美) 에가미 나츠키(江上夏樹) 노구치 타카유키(野口孝之) 카나이 유우코 츠지가미 아야카           | 오오츠카 마이 마스다 쿠니아키 후지사키 켄지               | 11작품째13작품째              |
| 제6화  | 謎の美少女転校生気になる2人                              | 수수께끼의 미소녀 전학생신경쓰이는 2명                            | 오이카와 케이                   | 이와사키 미츠히로 (岩崎光洋)    | 아베 토모유키 | 마스다 쿠니아키                                           | 20작품째21작품째              |
| 제7화  | はじめての共同作業…？マスター伊万莉                      | 첫 공동 작업…?마스터 이마리                                       | 오이카와 케이                   | 히라미네 요시히로               | 카와시마 쇼(川島尚) 시미즈 나오키 후루야마 에이이치로(古山瑛一郎) | 오오츠카 마이                                             | 18작품째 19작품째28작품째     |
| 제8화  | 秘密の部屋れっつ とれじゃーはんと!                       | 비밀의 방렛츠 트레저 헌트!                                        | 오이카와 케이                   | 이케하타 타카시 (池端隆史)      | 아베 토모유키 | 오오츠카 마이 마스다 쿠니아키                             | 24작품째 25작품째26작품째     |
| 제9화  | 魔導書を追え！挑戦者ふたたびもえさんぽ                   | 마도서를 쫓아라!도전자 또다시모에산책                             | 오이카와 케이                   | 야마모토 타카시 (山本天志)      | 이지마 케이코 시미즈 나오키 카나이 유코(金井裕子) 노구치 타카유키(野口孝行) 후지사키 켄지 | 후지사키 켄지 마스다 쿠니아키                             | 29작품째번외편34작품째        |
| 제10화 | 思い出のターコイズブルー宇佐美塾バスターかおり           | 추억의 터쿼이즈블루우사미 학원버스터 카오리                       | 오이카와 케이 이와사키 미츠히로 | 나카타 마코토 이와사키 미츠히로 | 무라카미 나오키 키타무라 토모유키(北村友幸) 카와시마 쇼 세키자키 마사야(関崎昌也) 오오츠카 마이                                                                                               | 오오츠카 마이 후지사키 켄지                               | 27작품째30작품째애니 오리지널 |
| 제11화 | 団結！空き缶！文化祭！                                   | 단결! 빈 캔! 문화제!                                              | 히라미네 요시히로               | 히라미네 요시히로               | 오오츠카 마이 마스다 쿠니아키 시미즈 나오키 이지마 케이코 카마타 사토미(鎌田里美) 사토 모토아키 야나기 신스케(柳伸亮) 후쿠시마 이사무(福島勇) 노구치 타카유키 세키자키 마사야 츠지가미 아야카 | 오오츠카 마이 마스다 쿠니아키 후지사키 켄지               | 31 - 32작품째                 |
| 제12화 | これからさきも                                           | 앞으로도                                                          | 오이카와 케이                   | 오이카와 케이                   | 오오츠카 마이 마스다 쿠니아키 사토 모토아키 시미즈 나오키 카와시마 쇼 후쿠시마 이사무 이모토 카즈아키 키타무라 토모유키 세키자키 마사야                                                       | 오오츠카 마이 마스다 쿠니아키 사토 모토아키 후지사키 켄지 | 29작품째 오리지널             |

### BD / DVD
| 권 | 발매일           | 수록화          | 규격품번   | 규격품번  |
| 권 | 발매일           | 수록화          | BD 초회판  | DVD       |
| -- | ---------------- | --------------- | ---------- | --------- |
| 1  | 2016년 9월 28일  | 제1화 - 제2화   | KIXA-90665 | KIBA-2278 |
| 2  | 2016년 10월 26일 | 제3화 - 제4화   | KIXA-90666 | KIBA-2279 |
| 3  | 2016년 11월 23일 | 제5화 - 제6화   | KIXA-90667 | KIBA-2280 |
| 4  | 2016년 12월 21일 | 제7화 - 제8화   | KIXA-90668 | KIBA-2281 |
| 5  | 2017년 1월 25일  | 제9화 - 제10화  | KIXA-90669 | KIBA-2282 |
| 6  | 2017년 2월 22일  | 제11화 - 제12화 | KIXA-90670 | KIBA-2283 |